# NGC 1938
NGC 1938 је расејано звездано јато у сазвежђу Трпеза које се налази на NGC листи објеката дубоког неба.
Деклинација објекта је - 69° 56' 22" а ректасцензија 5h 21m 24,8s. Привидна величина (магнитуда) објекта NGC 1938 износи 11,8. NGC 1938 је још познат и под ознакама ESO 56-SC108.